# Teucholabis gurneyana
Teucholabis gurneyana är en tvåvingeart som beskrevs av Alexander 1950. Teucholabis gurneyana ingår i släktet Teucholabis och familjen småharkrankar. Inga underarter finns listade i Catalogue of Life.